# Johan Anton Waldenström (1880–1965)

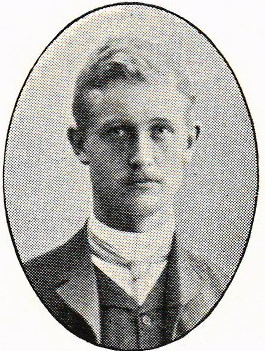
Johan Anton Waldenström.

Johan Anton Waldenström, född den 5 januari 1880 i Uppsala, död den 23 juni 1965 på Lidingö, var en svensk läkare. Han var postum son till Johan Anton Waldenström.
Waldenström avlade medicine licentiatexamen 1907. Han var amanuens och underkirurg vid Serafimerlasarettet 1910–1912, tillförordnad lasarettsläkare vid Falu lasaretts kirurgiska avdelning 1914–1916 och ordinarie 1916–1945. Waldenström promoverades till hedersdoktor vid Uppsala universitet 1927. Han var ledamot i centralstyrelsen för Sveriges läkarförbund 1934–1939 och blev medlem av medicinalstyrelsens vetenskapliga råd för byggnadstekniska sjukhusfrågor 1944. Waldenström blev riddare av Nordstjärneorden 1930 och kommendörer av andra klassen av Vasaorden 1938. Han är gravsatt i minneslunden på Skogskyrkogården i Falun.